# Vlucht over Wenen

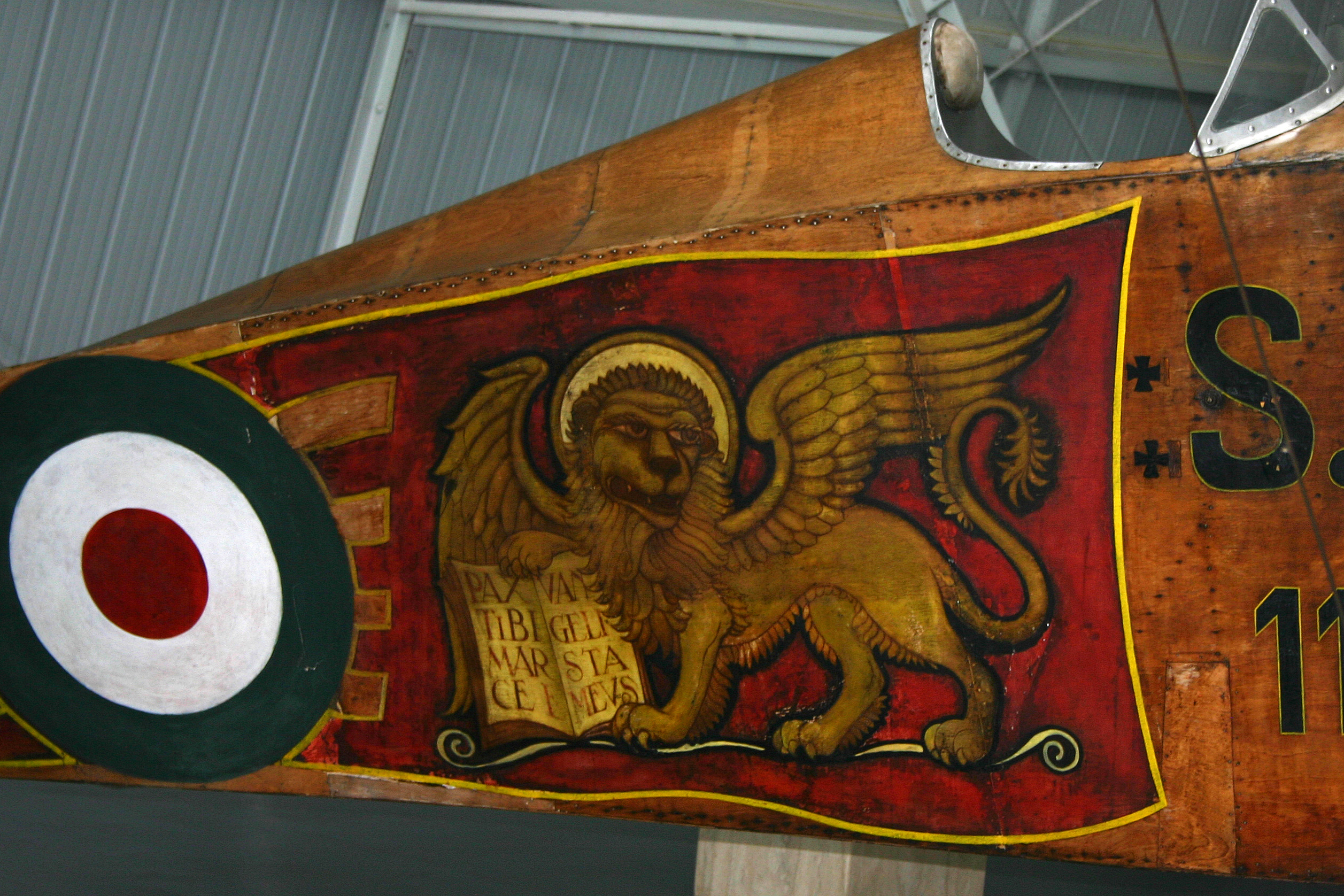
Vliegtuig van het 87e Eskadron, versierd met de Leeuw van Sint-Marcus, symbool van Venetië

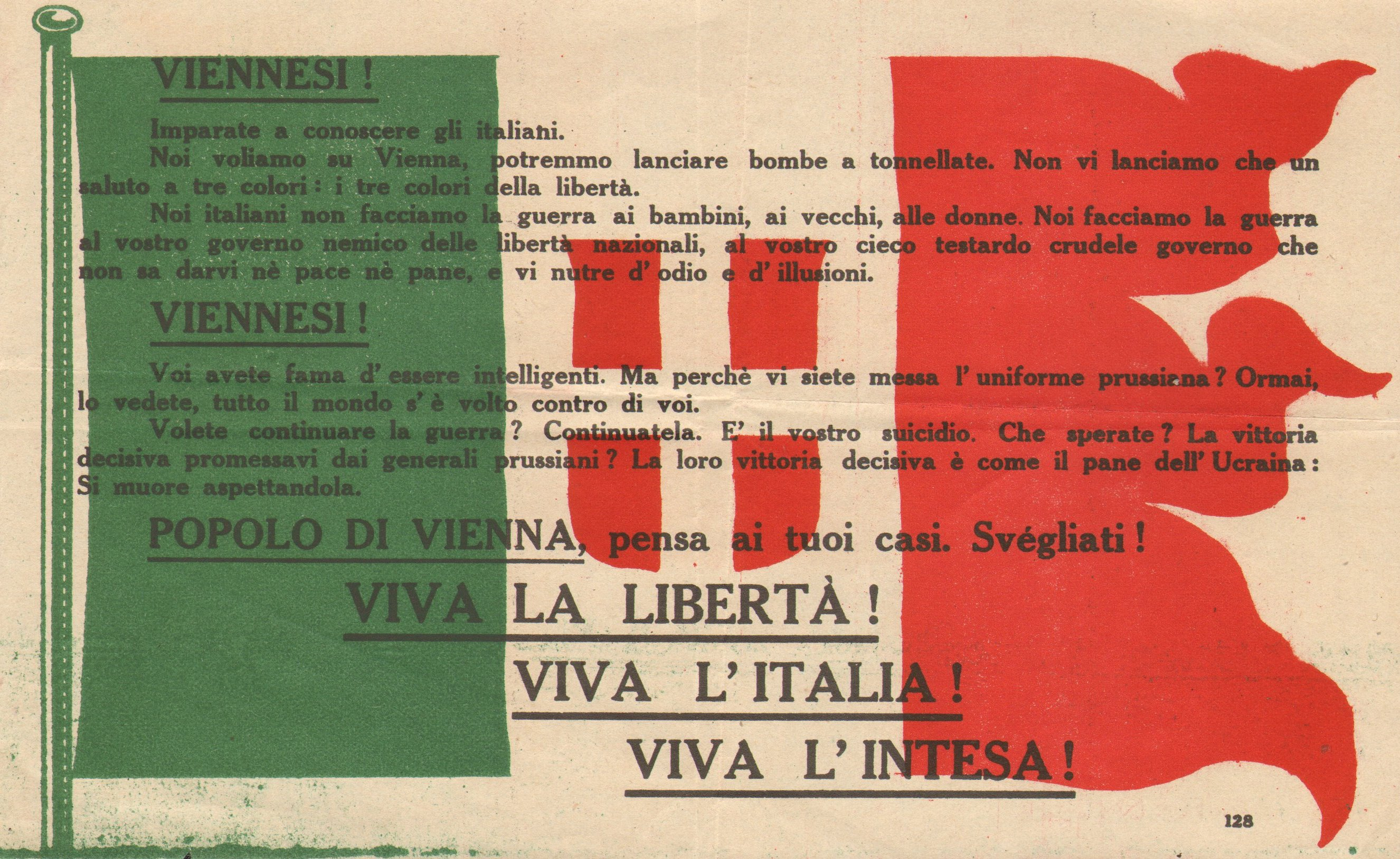
Italiaans pamflet voor de Weense bevolking

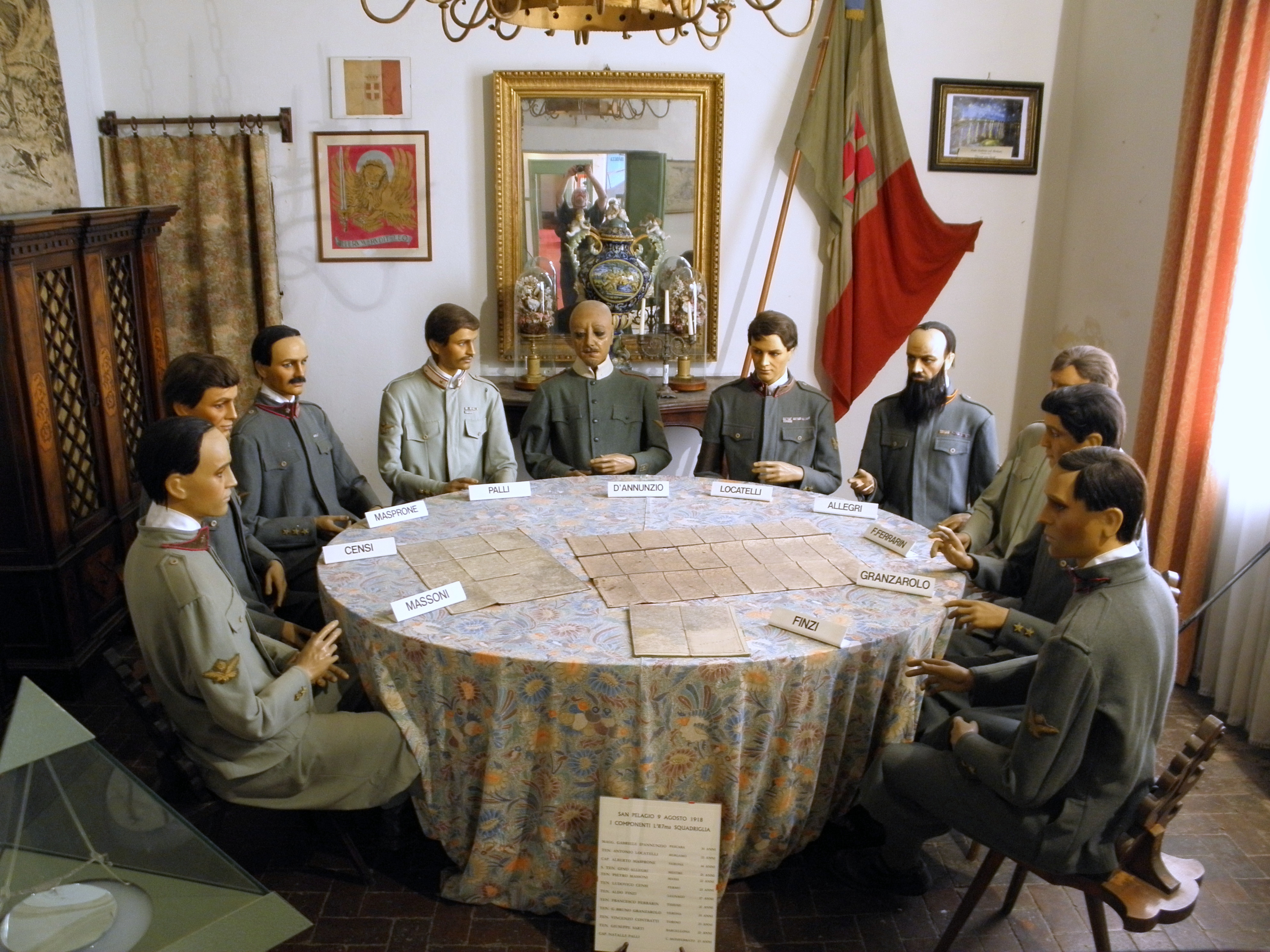
Voorstelling in het Museum van lucht- en ruimtevaart, Due Carrare

De Vlucht over Wenen was een propagandastunt van het koninkrijk Italië tijdens de Eerste Wereldoorlog. Ze vond plaats op 9 augustus 1918. De vlucht werd uitgevoerd door het 87e Eskadron van de Koninklijke Luchtmacht; het eskadron had de bijnaam La Serenissima, als aanduiding van de glorie van de republiek Venetië. De leiding van de vlucht lag bij Gabriele d’Annunzio, een propagandist van de Italiaanse regering, die reeds vanaf 1915 samenwerkte met Benito Mussolini.

## Voorbereiding
Gabriele d’Annunzio speelde al een tweetal jaar met het idee van een propagandavlucht tot in Wenen, hoofdstad van de vijand Oostenrijk. D'Annunzio deed in 1915 al zulke propagandavlucht boven Triëst. Nu zag hij het grootser. Het was van in het begin duidelijk dat bij motorpech of beschietingen de pamfletten niet mochten afgesmeten worden in andere steden, enkel in Wenen. Dit was om het effect op de hoofdstad van de vijand maximaal te maken. 
Het pamflet werd opgesteld door Gabriele d’Annunzio naar zijn eigen zeggen, en door Ugo Ojetti (1871-1946), een kunstkenner en journalist. De tekst roept de Weense bevolking de Eerste Wereldoorlog te stoppen. 

## Vlucht zelf
De vlucht vond plaats op 9 augustus 1918 en startte om 05:30u ’s ochtends. De vlucht begon in Due Carrare nabij Padua in de regio Veneto. Het 87e Eskadron bestond uit acht vliegtuigen Ansaldo SVA; aanvankelijk waren er elf, doch drie moesten met motorpech rechtsomkeert maken. Bij het overvliegen van de Italiaans-Oostenrijks oorlogszone schoten de Oostenrijkers in de lucht. De vliegtuigen konden hun route verder zetten over Gorizia (Duits: Görz), Klagenfurt, Wiener Neustadt tot boven Wenen. Rond 09:30u vlogen de Italianen over Wenen. Ze fotografeerden het centrum, waar ze meer dan 300.000 pamfletten lieten neerdwarrelen. Het luchtafweer van Wenen kon niet tijdig genoeg in actie komen want de Italianen hadden al rechtsomkeert gemaakt. Enkele Oostenrijkse jagers gingen de lucht in, vanuit Wiener Neustadt en vanuit Graz, doch de Italianen waren al verder op de terugweg.
De terugvlucht ging over Laxenburg, Graz, Ljubljana (destijds Laibach geheten in het Duits) en Triëst. Bij het overvliegen van Ljubljana openden de Oostenrijkers het vuur van hun luchtafweergeschut. Dit raakte niemand. Na een vlucht van 7 uren en circa 1.000 km landden de vliegtuigen 's middags in San Pelagio.

## Italiaanse reacties
De Italiaanse reacties waren lovend. De propagandastunt was voor hen geslaagd. De piloten werden triomfantelijk rondgereden in de steden. Er volgden in latere jaren nog liederen en boeken over deze vlucht. In het bijzonder was Gabriele d’Annunzio actief om over deze vlucht te schrijven; het was zijn meest spectaculaire propagandastunt in de Eerste Wereldoorlog. Hij werd in 1924 geadeld met de titel van Prins van Montenevoso. Het Museum van San Pelagio in Due Carrare besteedt aandacht aan de Vlucht over Wenen.

## Oostenrijkse reacties
In Oostenrijk heerste er nervositeit over de aanwezigheid van deze pamfletten op de regeringsgebouwen. Oostenrijk-Hongarije stond aan de rand van ineenstorting ondanks het feit dat de Oostenrijkers de Italianen militair gesproken, stevig achteruit op het front duwden. 
De vlucht over Wenen heeft geen enkel militair effect gehad op het Oostenrijks-Italiaans front. De hongerende bevolking in Wenen had verder geen boodschap aan deze pamfletten op straat.